# Нилс Русен
Нилс Русен (швед. Nils Rosén; Хелсингборг, 22. мај 1902 — Хелсингборг, 26. јун 1951) био је шведски фудбалски везни фудбалер који је играо за Шведску на Светском првенству у фудбалу 1934. На клупском нивоу играо је за Хелсингборг.